# Хайдингер, Себастиан
Себастиан Хайдингер (англ. Sebastian Heidinger; 1 ноября 1986, Мильтенберг) — немецкий футболист, защитник клуба «Вакер» (Нордхаузен).

## Карьера
После двух лет в «Пфуллендорфе» в 2007 году перешёл в «Фортуну», где планировался как игрок второй команды. В основной команде дебютировал 31 августа 2009 года, в выездном матче 4 раунда кубка Германии против «Дуйсбурга». В этом матче он вышел на 66 минуте, заменив Оливье Кайласа, итог матча — поражение 1:3. Свой первый гол за клуб забил 13 декабря 2009 года в матче 16 тура против «Рот-Вайсс», что позволило победить его команде со счётом 2:0.
В сезоне 2010/11 перешёл в стан соперника по лиге, «Арминия», контракт был рассчитан на 2 года. В 2011 году перешёл в «РБ Лейпциг», контракт был подписан до 2014 года. В сезоне 2013/14 сыграл 31 игру в чемпионате, забил 4 гола.
19 января 2016 года Хайдингер стал игроком «Гройтер Фюрта». В зимнее трансферное окно сезона 2016/17 перешёл в «Падерборн 07», за который провёл 16 матчей и забил один гол. В июне 2017 года Хайдингер присоединился к недавно вышедшему во Вторую Бундеслигу клубу «Хольштайн Киль», заключив с ним контракт на один год. 25 августа 2018 года перешёл в «Вакер» из Нордхаузена.